# Pulitzer-Preis 1985
Der Pulitzer-Preis 1985 war die 69. Verleihung des US-amerikanischen Literaturpreises. Die Jury bestand aus 17 Personen unter dem Vorsitz von Joseph Pulitzer Jr. Das „Pulitzer Prize Board“ vergab Preise für Arbeiten, die während des Kalenderjahres 1984 entstanden waren.

## Bereich Journalismus(Journalism)
| Kategorie                                                  | Preisträger                                                                        | Begründung |
| ---------------------------------------------------------- | ---------------------------------------------------------------------------------- | --- |
| Aktuelle Berichterstattung (Breaking News Reporting)       | Thomas Turcol von The Virginian-Pilot und The Ledger-Star                          | Preis verliehen für eine Berichterstattung über das Rathaus, die die Korruption eines örtlichen Wirtschaftsförderungsbeamten aufdeckte. |
| Dienst an der Öffentlichkeit (Public Service)              | Das Fort Worth Star-Telegram                                                       | Preis verliehen für den Bericht von Mark J. Thompson, der enthüllte, dass fast 250 US-Soldaten infolge eines Konstruktionsproblems bei von Bell Helicopter gebauten Hubschraubern ihr Leben verloren hatten – eine Offenbarung, die letztendlich dazu führte, dass die Armee fast 600 Huey Helicopter bis zur Umrüstung am Boden ließ. |
| Investigativer Journalismus (Investigative Reporting)      | William K. Marimow von The Philadelphia Inquirer                                   | Preis verliehen für seine Enthüllung, dass Polizeihunde der Stadt mehr als 350 Menschen angegriffen hatten – eine Enthüllung, die zu Ermittlungen gegen die K-9-Einheit und der Entfernung eines Dutzend Beamter aus ihr führte. |
| Investigativer Journalismus (Investigative Reporting)      | Lucy Morgan und Jack Reed von der St. Petersburg Times                             | Preis verliehen für ihre gründliche Berichterstattung über den Sheriff John Short im Pasco County, der die Korruption seiner Abteilung aufdeckte, die zu seiner Amtsenthebung durch die Wähler führte. |
| Hintergrundberichterstattung (Explanatory Journalism)      | Jon Franklin von The Baltimore Evening Sun                                         | Preis verliehen für seine siebenteilige Serie The Mind Fixers über die neue Wissenschaft der molekularen Psychiatrie. |
| Beat Reporting (Specialized Reporting)                     | Randall Savage und Jackie Crosby von Macon Telegraph and News                      | Preis verliehen für ihre eingehende Untersuchung von Akademikern und Leichtathleten an der University of Georgia und dem Georgia Institute of Technology. Mit 23 Jahren wurde Crosby zu diesem Zeitpunkt der jüngste Pulitzer-Gewinner aller Zeiten.                                                                                   |
| Kritik (Criticism)                                         | Howard Rosenberg von der Los Angeles Times                                         | Preis verliehen für seine Fernsehkritiken. |
| Karikatur (Editorial Cartooning)                           | Jeff MacNelly von der Chicago Tribune.                                             | |
| Leitartikel (Editorial Writing)                            | Richard Aregood von der Philadelphia Daily News                                    | Preis verliehen für seine Leitartikel zu verschiedenen Themen. |
| Kommentar (Commentary)                                     | Murray Kempton von Newsday                                                         | Preis verliehen für geistreiche und aufschlussreiche Reflexionen über öffentliche Themen im Jahr 1984 und während seiner gesamten herausragenden Karriere. |
| Auslandsberichterstattung (International Reporting)        | Reporter Joshua Friedman und Dennis Bell sowie Fotograf Ozier Muhammad von Newsday | Preis verliehen für ihre Serie über die Not der Hungernden in Afrika. |
| Berichterstattung im Inland (National Reporting)           | Thomas J. Knudson vom Des Moines Register                                          | Preis verliehen für seine Artikelserie, die sich mit den Gefahren der Landwirtschaft als Beruf befasste. |
| Feature Writing (Feature Writing)                          | Alice Steinbach von The Baltimore Sun                                              | Preis verliehen für ihren Bericht A Boy of Unusual Vision über die Welt eines blinden Jungen. |
| Aktuelle Fotoberichterstattung (Breaking News Photography) | Photography Staff von The Orange County Register                                   | Preis verliehen für ihre außergewöhnliche Berichterstattung über die Olympischen Spiele. |
| Feature-Fotoberichterstattung (Feature Photography)        | Larry C. Price von The Philadelphia Inquirer                                       | Preis verliehen für seine Fotoserie aus Angola und El Salvador, die ihre vom Krieg zerrütteten Bewohner zeigt. |
| Feature-Fotoberichterstattung (Feature Photography)        | Stan Grossfeld von The Boston Globe                                                | Preis verliehen für seine Fotoserie über die Hungersnot in Äthiopien und für seine Bilder illegaler Einwanderer an der mexikanischen Grenze. |

## Bereich Literatur, Theater und Musik(Books, Drama & Music)
| Kategorie                                                   | Preisträger |
| ----------------------------------------------------------- | --- |
| Geschichte (History)                                        | Prophets of Regulation von Thomas K. McCraw (Belknap/Harvard) |
| Belletristik (Fiction)                                      | Foreign Affairs von Alison Lurie (Random House) |
| Sachbuch (General Nonfiction)                               | „The Good War“: An Oral History of World War II (deutscher Titel: Der gute Krieg. Amerika im Zweiten Weltkrieg. Zeitzeugen sprechen) von Studs Terkel (Pantheon) |
| Musik (Music)                                               | Symphony No. 1 RiverRun von Stephen Albert (G. Schirmer) Uraufgeführt vom National Symphony Orchestra am 17. Januar 1985.                                        |
| Dichtung (Poetry)                                           | Yin von Carolyn Kizer (BOA Editions) |
| Theater (Drama)                                             | Sunday in the Park with George Musik und Liedtexte von Stephen Sondheim, Buch von James Lapine (Dodd, Mead)                                                      |
| Biographie oder Autobiographie (Biography or Autobiography) | The Life and Times of Cotton Mather von Kenneth Silverman (Harper & Row)                                                                                         |

## Sonderpreise (Special Citations)
| Kategorie | Preisträger     | Begründung |
| --------- | --------------- | --- |
| Musik     | William Schuman | Eine besondere Würdigung für mehr als ein halbes Jahrhundert seines Beitrags zur amerikanischen Musik als Komponist und pädagogischer Leiter. |